# Коља Бериша
Коља Бериша (алб. Kolë Berisha; Клинавац, 26. октобар 1947 — Приштина, 29. август 2021) био је албански политичар. Био је председник Скупштине Републике Косово између марта 2006. и децембра 2007. Такође је био заменик председника Демократског савеза Косова (ДСК). На политичку сцену ступио је након успешне каријере у образовању у Клини.
Дипломирао је право на Универзитету у Приштини.
Био је ожењен и има двоје деце. Умро је у августу 2021. са 73 године.